# Giuliana Bestetti
Giuliana Bestetti (* 1. Oktober 1997) ist eine italienische Tennisspielerin.

## Karriere
Bestetti begann mit sechs Jahren das Tennisspielen und bevorzugt Hartplätze. Sie spielt hauptsächlich auf der ITF Women’s World Tennis Tour, wo sie bislang einen Doppeltitel gewann.

## Turniersiege

### Doppel
| Nr. | Datum            | Turnier             | Belag     | Kategorie | Partnerin       | Finalgegnerinnen         | Ergebnis |
| --- | ---------------- | ------------------- | --------- | --------- | --------------- | ------------------------ | -------- |
| 1.  | 11. Februar 2023 | Scharm asch-Schaich | Hartplatz | ITF W15   | Beatrice Stagno | Doğa Türkmen Wu Ho-ching | 7:5, 6:2 |